# Zwonariow Kut
Zwonariow Kut (ros. Звонарёв Кут) – wieś (sieło) w Rosji, w obwodzie omskim, w azowskim niemieckim rejonie narodowym. W 2010 liczyła 1273 mieszkańców.